# Giuseppe Cereda
Giuseppe Cereda (1942) è un dirigente d'azienda italiano.

## Biografia
Cereda diventa capostruttura nella Rai 1 diretta da Giuseppe Rossini nel 1987, rimane in Rai fino al 1992, per passare in Fininvest ad occuparsi della produzione di film italiani.
Due anni dopo torna alla Rai come responsabile del settore cinema.
Nel 1996 diventa responsabile degli acquisti e delle produzioni e nel 1999 diventa vicepresidente vicario della società di gestione dei diritti cinematografici della Rai. 
Dal 2000 al 2002 è stato direttore di Rai 3, la sua nomina scatenò alcune polemiche soprattutto dal consigliere Rai del centrosinistra Stefano Balassone (ex vicedirettore di Rai 3), in un primo momento si pensava che il posto di direttore di Rai 3 andasse al Michele Santoro ma a sorpresa l'incarico viene affidato a Cereda, la sua nomina fu ritenuta come un modo per rimuovere Agostino Saccà dalla direzione di Rai 1 e trasferire Saccà nel settore degli acquisti e delle produzioni.
Nel 2002 Cereda cede il posto di direttore della Terza Rete Rai al direttore del Giornale Radio Rai e di Radio 1 Paolo Ruffini per passare a dirigere la Divisione Due.
Nel 2004 Cereda diventa direttore al Coordinamento delle sedi regionali della Rai e dal 2007 è direttore del Centro sperimentale di cinematografia.